# Pachysphinx kunzei
Pachysphinx kunzei är en fjärilsart som beskrevs av Rothschild och Jordan 1903. Pachysphinx kunzei ingår i släktet Pachysphinx och familjen svärmare. Inga underarter finns listade i Catalogue of Life.